# Poil
Poil település Franciaországban, Nièvre megyében. Lakosainak száma 151 fő (2022. január 1.). Poil La Comelle, Saint-Didier-sur-Arroux, Larochemillay, Millay és Saint-Léger-sous-Beuvray községekkel határos.

## Népesség
A település népességének változása:
| Lakosok száma | 149  | 142  | 138  | 142  | 147  | 152  | 152  | 151  |
|               | 2013 | 2015 | 2017 | 2018 | 2019 | 2020 | 2021 | 2022 |